# 대한민국 상법 제526조
대한민국 상법 제526조는 흡수합병의 보고총회에 대한 상법 회사법의 조문이다.

## 조문
第526條 (吸收合倂의 報告總會) ① 合倂을 하는 會社의 一方이 合倂後 存續하는 境遇에는 그 理事는 第527條의5의 節次의 종료후, 合倂으로 因한 株式의 倂合이 있을 때에는 그 效力이 생긴 後, 倂合에 適當하지 아니한 株式이 있을 때에는 合倂後, 存續하는 會社에 있어서는 第443條의 처분을 한 후, 小規模合倂의 경우에는 第527條의3第3項 및 第4項의 節次를 종료한 후 지체없이 株主總會를 召集하고 合倂에 關한 事項을 報告하여야 한다.

②合倂當時에 發行하는 新株의 引受人은 第1項의 株主總會에서 株主와 同一한 權利가 있다.

③第1項의 경우에 理事會는 公告로써 株主總會에 대한 보고에 갈음할 수 있다.